# Добровольська Олімпія Остапівна
Олі́мпія Остапівна Доброво́льська (31 липня (12 серпня) 1892, Одеса — 2 лютого 1990, Нью-Йорк) — українська драматична акторка, режисерка й педагогиня. Дружина Йосипа Гірняка.

## З життєпису
Родом з України, на еміграції у США.
Закінчила Музично-драматичну школу М. Лисенка.  
1916 року почала працювати з Лесем Курбасом в Молодому театрі, була співфундатором цього театру,  
Грала в театрі імені І. Франка та його студії (1920—1922), театрі «Березіль» (1922—1935), Харківському українському драматичному театрі ім. Т. Шевченка (1935—1936). 
У 1937 р. була заарештована, згодом добровільно поїхала на заслання до чоловіка Йосипа Гірняка у с. Чиб’ю (Ухтинсько-Печорські табори, Комі АРСР), де працювала в таборовому театрі (1938–1940). 
Виступала у Черкаському колгоспному пересувному (1941) та Львівському оперному (разом з чоловіком Й. Гірняком організувала театральні студії; 1942—1944) театрах. 
Разом з Й. Гірняком керувала Театром-студією в Австрії та Німеччині (1945—1949), 
З 1949 року подружжя мешкало у США. 9 жовтня 1949 р. прем′єрою вистави «Мати і я» за твором М. Хвильового відновили роботу Театру-студії. 1954 р. цей творчий колектив перетворився в  знаменитий Український Театр в Америці, де Добровольська була артисткою та режисером.
Захоплювалась художнім читанням. Разом з Й. Гірняком створила 1956 р. у Нью-Йорку Театр-студію мистецького слова (Театр Слова). Акторів запрошували для виступів до різних міст США і Канади, кращі свої номери вони  записали на платівки.

## Основні ролі
Сніжинка («Чорна Пантера і Білий Ведмідь» В. Винниченка), Мотронька, Лизька, Баронова Козіно («Комуна в степах», «97», «Мина Мазайло» М. Куліша), Соня («Хазяїн» І. Карпенка-Карого), Долорес («Камінний господар» Лесі Українки), Мати («Мати і я» за М. Хвильовим ), Едріта («Горе брехунові» Ф. Ґрільпарцера), Діана («Собака на сіні» Лопе де Веги).

## Основні постановки
«Оргія», «Лісова пісня» Лесі Українки, «Мартин Боруля» І. Карпенка-Карого, «Неофіти» за Т. Шевченком, «Примари» Г. Ібсена, «Господиня заїзду» К. Ґольдоні, «Тартюф» Ж.-Б. Мольєра.